# Franz Eichholz
Franz Eichholz (ur. 28 października 1853 w Braniewie, zm. 6 listopada 1914 w Bad Kreuznach) – niemiecki lekarz ginekolog i społecznik.

## Życiorys

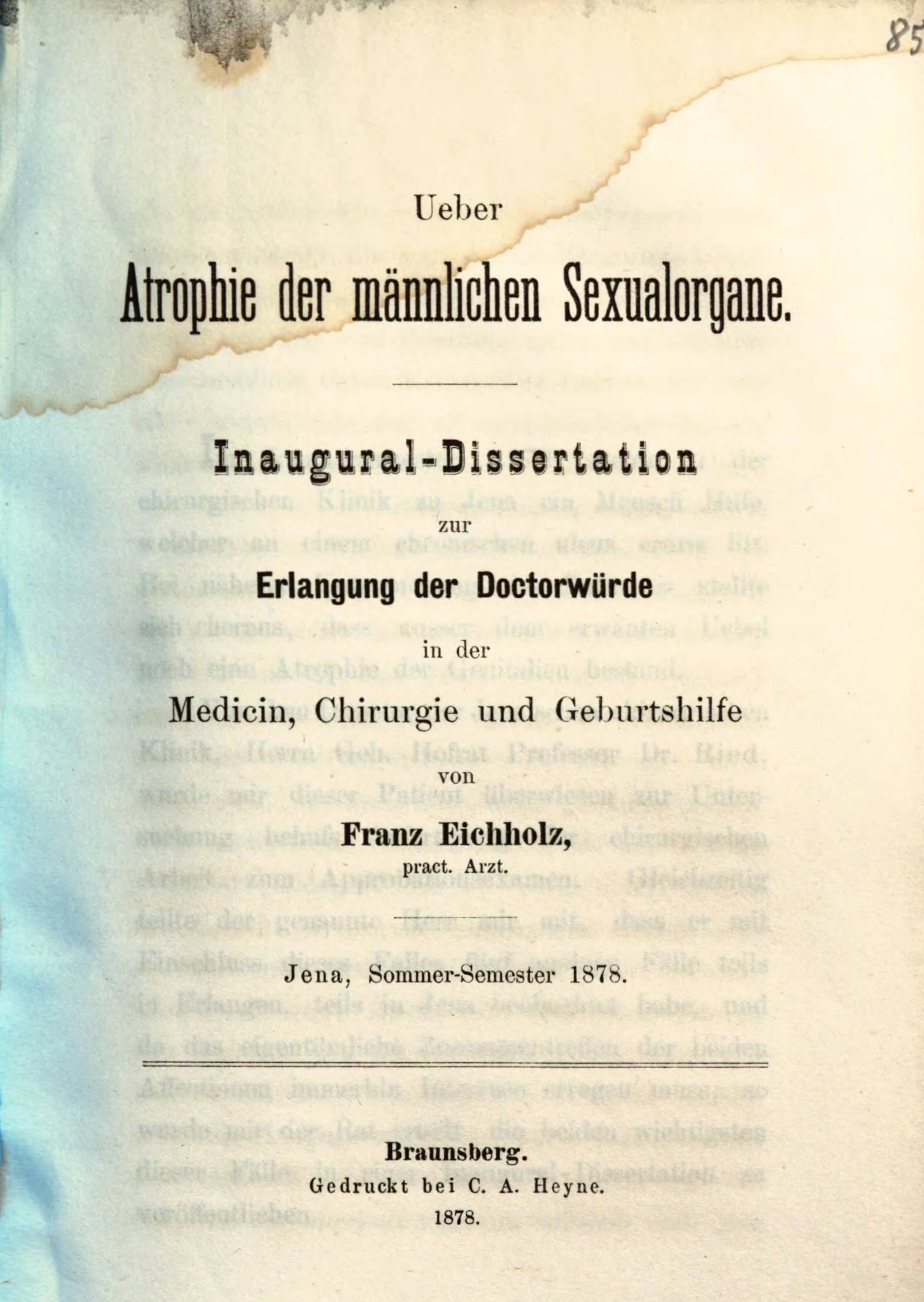
Rozprawa doktorska, strona tytułowa

Urodził się w Braniewie, w katolickiej rodzinie Franza i Dorothey z domu Laws. Ojciec, również o imieniu Franz (1824–1855), urodził się w Tolkmicku i był rymarzem, tapicerem i budowniczym wozów konnych w Braniewie, matka Dorothea (1829–1860) urodziła się w Nowym Mieście Braniewie. Oboje rodzice zmarli przedwcześnie, nie skończywszy 31 roku życia.
Franz uczęszczał do szkoły elementarnej w Braniewie, następnie do miejscowego gimnazjum o średniowiecznym rodowodzie, które ukończył uzyskując maturę na jesieni 1872 roku. Miał o rok starszego brata Karla, który również ukończył (1870) to samo gimnazjum, a później, po uzyskaniu doktoratu z prawa, został prawnikiem w Olsztynie.
Franz studiował następnie przez 4 semestry w Królewcu medycynę i nauki przyrodnicze, przez 2 semestry w Halle, składając egzamin tentamen physicum, 7 i 8 semestr studiował ponownie w Królewcu i ostatni semestr w Jenie, gdzie w grudniu 1877 ukończył studia zdanym egzaminem państwowym. W czerwcu 1878 zdał rygozrozum na tej samej uczelni i uzyskał stopień doktora medycyny na podstawie dysertacji Über Atrophie der männlichen Sexualorgane. Doświadczenie zawodowe zdobywał jako lekarz wojskowy. Już jako młody lekarz został odznaczony przez księcia Jerzego Alberta Krzyżem Honorowym IV Klasy (Ehrenkreuz 4. Klasse) za poświęcenie w zwalczaniu epidemii tyfusu, za niekończący się zapał podczas zaopatrywania chorych i tworzenie niezwykle potrzebnych nowych punktów medycznych.
Następnie, od 1886, praktykował w zawodzie lekarza w Jenie. W tym samym roku ożenił się z Helene Ludwig (1864–1947), córką prawnika w Retz. W Jenie przyszło na świat również dwoje ich dzieci. 1 czerwca 1889 rodzina przeniosła się do Kreuznach, gdzie Franz otworzył własną praktykę ginekologiczną. Praktyka bardzo dobrze prosperowała i już po pół roku przeniósł placówkę do dużo lepszej lokalizacji w dzielnicy zdrojowej miasta Bad Kreuznach. 16 października 1911 król Prus Wilhelm Hohenzollern nadał mu tytuł radcy sanitarnego Sanitätsrat (tytuł honorowy przyznawany lekarzom i urzędnikom medycznym). Franz Eichholz był ponadto przewodniczącym stowarzyszenia lekarzy okręgu Kreuznach i Meisenheim, członkiem klubu jeździeckiego, stowarzyszeń: myśliwskiego, oficerów rezerwy oraz właścicieli nieruchomości. W dniu 33 urodzin przystąpił do loży wolnomularskiej, od 1 stycznia 1911 był radnym miejskim, a ponadto w latach 1897–1906 był wydawcą kalendarza Kalender für Frauen- und Kinder-Aerzte (Kalendarz dla ginekologów i lekarzy pediatrów).
Łącznie doczekał się czwórki potomstwa, dzieci zostały wychowane w religii ewangelickiej. Pół roku po wybuchu I wojny światowej jako szef lazaretu wojskowego nr 1 nabawił się infekcji i wkrótce zmarł. Został pochowany, ja sobie zażyczył przed śmiercią, w obrządku ewangelickim, choć za życia określał siebie jako dysydent, czyli nieprzynależący do żadnego Kościoła.

## Poglądy
Był autorem licznych publikacji z zakresu medycyny, terapii radowej, ale zakres jego zainteresowań pozostawał dużo szerszy, obejmował tematy polityczne i społeczne. Piętnował podwójną moralność – inną miarę przykładaną do mężczyzn, a inną do kobiet, to mogło być też powodem jego wystąpienia z Kościoła katolickiego. Szczególne miejsce w jego wystąpieniach zajmowały matki bez związków sakramentalnych oraz nieślubne dzieci. Rewolucyjne były również jego postulaty tworzenia okien życia, aby zmniejszyć liczbę zabijanych po kryjomu niechcianych dzieci. Przy tym jednak nie kwestionował roli instytucji rodziny. Podejmował również kwestie bardzo utrudnionego dostępu dziewcząt do szkół, zwłaszcza do szkolnictwa wyższego.
Głoszone teorie wcielał w życie – obie jego córki otrzymały wykształcenie pozwalające na niezależność od mężczyzn. Dorothea ukończyła studium muzyczne, Eleonore zdobyła wykształcenie jako przedszkolanki, założyła własne przedszkole i stała się w pełni samodzielna finansowo.

## Publikacje
- Über Atrophie der männlichen Sexualorgane, dysertacja doktorska, Braniewo, C. A. Heyne 1878
- Der Paukarzt. Anleitung zur Behandlung der Mensurverletzungen für Studenten, Jena 1886
- Über Radium und Radiumtherapie, Kreuznach 1910
- Die Kur in Bad Kreuznach, Kreuznach, ok. 1910
- Über Aufnahme und Abgabe der Radium-Emanation. Inhalation oder Trinkkur?, Kreuznach 1911
- Überblick über die Radiumforschung des Jahres 1910, Kreuznach 1911
- Gibt es eine Frauenfrage. Vortrag gehalten im Kaufmännischen Verein zu Kreuznach, Bad Kreuznach, ok. 1906